# Jupiter Calling (album)
White Light er det syvende studiealbum fra den irske folkrockgruppe The Corrs. Det udkom den 10. november 2017 via East West Records. Det var det første nyemateriale fra gruppen efter White Light (2015). Det blev produceret af T Bone Burnett, og indspillet i RAK Studios i London. Det blev promoveret af et show i Royal Albert Hall den 19. oktober, hvor billetterne blev sat til salg den 15. september.

## Baggrund
Efter udgivelsen af White Light i 2015 turnerede bandet i Storbritannien og Irland i januar 2016 og i Euopa i midten af 2016 på deres White Light Tour. I januar 2016 fortalte Andrea Corr i The Sun, at bandet ikke planlagde at indspille en opfølger kort efter, "så længe vi er glade for at fortsætte" Og vi er alle meget glade."

## Indspilning og indhold
Bandet valgte at en sang om Syrien på albummet kaldet "SOS (Song of Syria)", som de kaldte deres mest "politisk udtalt og stemningsfulde" sang til dato. Andrea fortalte også om at spille sangen "Son of Solomon" for Burnett: "Han sagde 'Okay spil den ikke mere'. Når du er på nippet til at vide noget, har du meget bedre end når du kender det godt. Og han havde ret. Det er her magien sker." Caroline Corr beskrev indspilningsprocessen som "den mest befriende oplevelse jeg har haft i et studie."
Om at arbejde med bandet roste Burnett deres "dybe, generøse sjæl" og deres "sangskrivning, sang og spil". Albummet blev primært indspillet live med minimal overdubbing. Mens de arbejdede med albummet fremstillede Burnett 40 spoler med totommer film og et Ludwig trommesæt. Guitaristen Anthony Drennan og bassisten Robbie Malone optræder også på albummet.

## Singler
Den 21. september 2017 blev "Son of Solomon" udgivet som den først single fra alabummet. Sangen blev akkompagneret med en hjemmelavet video, som var blevet optaget og redigeret af Andrea Corr. "SOS (Song of Syria)" blev udgivet som hovedsinglen den 29. september 2017. Bandet optådte med sangen på BBC Radio 2 allerede den 28. september og den blev herefter udgivet med det samme på Youtube efter radiopremiere.

## Modtageles
Jupiter Calling modtog blandede anmeldelser fra musikkritikerne. På Metacritic, der tildeler en normaliseret rationg fra 0 til 100 baseret på anmeldelser i mainstream medier har albummet modtog et gennemsnit på 58 baseret på fire anmeldelser, hvilket indikerer "blandede eller gennemsnitlige anmeldelser".

## Spor
Liste over indhold erhentet fra iTunes.
| #   | Titel                   | Længde |
| --- | ----------------------- | ------ |
| 1.  | "Son of Solomon"        | 4:21   |
| 2.  | "Chasing Shadows"       | 3:36   |
| 3.  | "Bulletproof Love"      | 3:17   |
| 4.  | "Road to Eden"          | 4:41   |
| 5.  | "Butter Flutter"        | 3:44   |
| 6.  | "SOS"                   | 3:36   |
| 7.  | "Dear Life"             | 4:18   |
| 8.  | "No Go Baby"            | 2:46   |
| 9.  | "Hit My Ground Running" | 4:39   |
| 10. | "Live Before I Die"     | 4:10   |
| 11. | "Season of Our Love"    | 3:43   |
| 12. | "A Love Divine"         | 4:35   |
| 13. | "The Sun and the Moon"  | 7:51   |

## Hitliste
| Hitliste (2017)                      | Højeste placering |
| ------------------------------------ | ----------------- |
| Australian Albums (ARIA)             | 27                |
| Østrig (Ö3 Austria)                  | 46                |
| Belgien (Ultratop Flanderen)         | 30                |
| Belgien (Ultratop Vallonien)         | 43                |
| Tjekkiet (ČNS IFPI)                  | 39                |
| Holland (Album Top 100)              | 31                |
| Frankrig (SNEP)                      | 52                |
| Tyskland (Offizielle Top 100)        | 42                |
| Irland (IRMA)                        | 20                |
| New Zealand Heatseeker Albums (RMNZ) | 4                 |
| Portugal (AFP)                       | 49                |
| Skotland (OCC)                       |                   |
| Spanish Albums (PROMUSICAE)          | 13                |
| Schweiz (Schweizer Hitparade)        | 25                |
| Storbritannien (OCC)                 | 15                |